# Bill Clement
William H. "Bill" Clement, född 20 december 1950, är en kanadensisk före detta professionell ishockeyforward som tillbringade elva säsonger i den nordamerikanska ishockeyligan National Hockey League (NHL), där han spelade för ishockeyorganisationerna Philadelphia Flyers, Washington Capitals, Atlanta Flames och Calgary Flames. Han producerade 356 poäng (148 mål och 208 assists) samt drog på sig 383 utvisningsminuter på 719 grundspelsmatcher. Clement spelade också på lägre nivåer för As de Québec och Richmond Robins i American Hockey League (AHL) och Ottawa 67's i Ontario Hockey Association (OHA).
Han draftades i andra rundan i 1970 års draft av Philadelphia Flyers som 18:e spelare totalt, som Clement vann två raka Stanley Cup med för säsongerna 1973-1974 och 1974-1975.
Efter spelarkarriären har han varit framgångsrik sportkommentator, författare, motivationstalare, reklamskådespelare och radiopratare.

## Statistik
| 1967–1968  | Ottawa 67's         | OHA        | 38  | 6   | 19  | 25  | 41  | —  | — | — | — | —  |
| 1968–1969  | Ottawa 67's         | OHA        | 53  | 18  | 28  | 46  | 101 | 7  | 1 | 4 | 5 | 6  |
| 1969–1970  | Ottawa 67's         | OHA        | 54  | 19  | 36  | 55  | 62  | 5  | 2 | 0 | 2 | 0  |
| 1970–1971  | As de Québec        | AHL        | 69  | 19  | 39  | 58  | 88  | 1  | 0 | 0 | 0 | 0  |
| 1971–1972  | Philadelphia Flyers | NHL        | 49  | 9   | 14  | 23  | 39  | —  | — | — | — | —  |
|            | Richmond Robins     | AHL        | 26  | 8   | 9   | 17  | 20  | —  | — | — | — | —  |
| 1972–1973  | Philadelphia Flyers | NHL        | 73  | 14  | 14  | 28  | 51  | 2  | 0 | 0 | 0 | 0  |
| 1973–1974  | Philadelphia Flyers | NHL        | 39  | 9   | 8   | 17  | 34  | 4  | 1 | 0 | 1 | 4  |
| 1974–1975  | Philadelphia Flyers | NHL        | 68  | 21  | 16  | 37  | 42  | 12 | 1 | 0 | 1 | 8  |
| 1975–1976  | Washington Capitals | NHL        | 46  | 10  | 17  | 27  | 20  | —  | — | — | — | —  |
|            | Atlanta Flames      | NHL        | 31  | 13  | 14  | 27  | 29  | 2  | 0 | 1 | 1 | 0  |
| 1976–1977  | Atlanta Flames      | NHL        | 67  | 17  | 26  | 43  | 27  | 3  | 1 | 1 | 2 | 0  |
| 1977–1978  | Atlanta Flames      | NHL        | 70  | 20  | 30  | 50  | 34  | 2  | 0 | 0 | 0 | 2  |
| 1978–1979  | Atlanta Flames      | NHL        | 65  | 12  | 23  | 35  | 14  | 2  | 0 | 0 | 0 | 0  |
| 1979–1980  | Atlanta Flames      | NHL        | 64  | 7   | 14  | 21  | 32  | 4  | 0 | 0 | 0 | 4  |
| 1980–1981  | Calgary Flames      | NHL        | 78  | 12  | 20  | 32  | 33  | 16 | 2 | 1 | 3 | 6  |
| 1981–1982  | Calgary Flames      | NHL        | 69  | 4   | 12  | 16  | 28  | —  | — | — | — | —  |
| NHL totalt | NHL totalt          | NHL totalt | 719 | 148 | 208 | 356 | 383 | 50 | 5 | 3 | 8 | 26 |
| AHL totalt | AHL totalt          | AHL totalt | 95  | 27  | 48  | 75  | 108 | 1  | 0 | 0 | 0 | 0  |
| OHA totalt | OHA totalt          | OHA totalt | 145 | 43  | 83  | 126 | 204 | 12 | 3 | 4 | 7 | 6  |